# BRL-CAD
BRL-CAD es un sistema de diseño asistido por computadora (CAD) de modelado sólido constructivo de geometría sólida (CSG). Incluye un editor de geometría interactiva, soporte de trazado de rayos para representación gráfica y análisis geométrico, soporte de framebuffer distribuido en red de computadora, scripting, procesamiento de imágenes y herramientas de procesamiento de señal. El paquete completo se distribuye en código fuente y forma binaria.
Aunque BRL-CAD se puede utilizar para un gran variedad de aplicaciones de ingeniería y gráficos, el propósito principal del paquete continúa siendo el soporte de análisis balísticos y electromagnéticos. De acuerdo con la filosofía de Unix de desarrollar herramientas independientes para realizar tareas únicas y específicas y luego vincular las herramientas en un paquete, BRL-CAD es básicamente una colección de bibliotecas, herramientas y utilidades que trabajan juntas para crear, rastrear e interrogar geometría y manipular archivos y datos. A diferencia de muchas otras aplicaciones de modelado 3D, BRL-CAD utiliza principalmente CSG en lugar de representación de límites. Esto significa que BRL-CAD puede "estudiar fenómenos físicos como la penetración balística y el transporte térmico, radiactivo, neutrónico y de otro tipo" También admite la representación de límites.
Las bibliotecas de BRL-CAD están diseñadas principalmente para el modelado geométrico que también quiere juguetear con el software y diseñar herramientas personalizadas. Cada biblioteca está diseñada para un propósito específico: creación, edición, y geometría de trazado de rayos, y manejo de imágenes. El lado de la aplicación de BRL-CAD también ofrece una serie de herramientas y utilidades que se ocupan principalmente de la conversión geométrica, interrogación, conversión de formato de imagen y manipulación de imágenes orientadas por líneas de comando.

## Historia

El desarrollador líder Mike Muuss trabaja en el tanque XM-1en BRL‑CAD en una terminal a PDP‑11/70, alrededor de 1980.

In 1979, el Laboratorio de Investigación Balística del Ejército de Estados Unidos (BRL) – ahora Laboratorio de Investigación del Ejército de Estados Unidos – expresó la necesidad de herramientas que pudieran ayudar con la simulación informática y el análisis de ingeniería de sistemas y entornos de vehículos de combate.  Cuando se descubrió que ningún paquete de CAD era adecuado para éste propósito, los desarrolladores de software de BRL – liderados por Mike Muuss – comenzaron a armar un conjunto de utilidades capaces de visualizar, editar e interrogar de forma interactiva modelos geométricos. Esta suite se conoce como BRL-CAD. El desarrollo de BRL-CAD como paquete comenzó posteriormente en 1983; el primer lanzamiento público se realizó en 1984.  BRL-CAD se convirtió en un proyecto de código abierto en diciembre de 2004.
El repositorio de código fuente de BRL-CAD es la base de código controlada por versión pública más antigua del mundo que aún se encuentra activo, data de 1983-12-16 00:10:31 UTC.